# Pseudodrassus
Pseudodrassus is een geslacht van spinnen uit de familie bodemjachtspinnen (Gnaphosidae).

## Soorten
De volgende soorten zijn bij het geslacht ingedeeld:
- Pseudodrassus pichoni Schenkel, 1963
- Pseudodrassus quadridentatus (Caporiacco, 1928)
- Pseudodrassus ricasolii Caporiacco, 1935
- Pseudodrassus scorteccii Caporiacco, 1936